# Cattedrale di Fréjus
La concattedrale di Fréjus, dedicata a Nostra Signora e a San Leonzio, è una chiesa della città di Fréjus, nel dipartimento del Var, già cattedrale della diocesi di Fréjus, e ora concattedrale della diocesi di Fréjus-Tolone.
Essa costituisce un complesso episcopale con:
- La chiesa a due navate (in origine due chiese affiancate)
- Il battistero ottagonale, posto di fronte all'ingresso della concattedrale
- Il chiostro romanico a due piani, lungo l'esterno della parete nord-est della concattedrale
- Il campanile, che si erge sopra il nartece

## Storia
Già nel V secolo fu eretto un luogo di culto che costituiva la sede episcopale dell'antica diocesi di Forum Julii. Essa sorgeva nel luogo ove è sita ora la concattedrale. Si trattava in realtà di due corpi di fabbricato distinti ma accoppiati: la sede episcopale, dedicata alla Madonna e a san Leonzio di Frejus, e la chiesa parrocchiale della città, dedicata a santo Stefano. I due corpi formano come due navate di una chiesa unica, ma dotati di un'architettura propria. Della stessa data è il battistero, per battesimi del tipo "a immersione", eretto in forma ottagonale di fronte all'ingresso dell'allora cattedrale.
Nel 1036 il vescovo Gaucelme dona ad Adalberto, abate del monastero di San Martino dell'isola Gallinara della chiesa di San Leonzio, delle sue dipendenze e proprietà terriere, assieme ad altri possessi in Provenza e nella diocesi di Fréjus essi erano già presenti fin dall'epoca longobarda nel territorio, assieme ai monaci della vicina abbazia di Lerino, quelli dell'abbazia di San Vittore di Marsiglia e quelli piemontesi-liguri dell'abbazia di San Dalmazzo di Pedona (oggi Borgo San Dalmazzo).
Nel corso dei secoli i due fabbricati contigui subirono numerose modifiche, la cui datazione non è oggi agevole. La navata di santo Stefano subì un forte rimaneggiamento nei secoli XI e XII: i muri furono decorati con arcate e poi rimpiazzati da pilastri che sostenevano una volta a tutto sesto. Le due chiese divennero comunicanti sul lato comune. Furono quindi costruiti il nartece e la base del campanile. Intanto la navata di Nostra Signora fu dotata di volte ad ogiva a forma quadrata, sostenute da grossi pilastri rettangolari. Nel contempo i canonici fecero erigere il loro chiostro a nord del battistero. Fu quindi eretta una galleria inferiore con arcate ad arco spezzato e capitelli di forma stilizzata e una superiore, con archi a tutto sesto, capitelli decorati a foglie e colonnine di sostegno sottili e binate. Dopo queste opere, che alterarono fortemente i due fabbricati originali, trasformandoli in realtà in un'unica chiesa, non vi furono altri lavori importanti. Nel XV secolo i canonici fecero piazzare nel coro della navata di san Leonzio gli stalli, con pannelli ornati di fioroni fiancheggiati da ghimberghe e gugliette.
Nel 1530 fu rifatto l'ingresso alla chiesa, che si aprì allora sotto un grande arco inflesso decorato con foglie e fiancheggiato da gugliette. Nello stesso tempo furono scolpiti in legno i battenti del portone d'ingresso in uno stile che univa il gotico ai motivi decorativi rinascimentali. Intanto, verso il 1522, la chiesa passò sotto la cura dell'Ordine dei Minimi, che edificarono la cappella dedicata a san Francesco da Paola, coperta con volte d'ogiva sostenute da nervature. La tendenza artistica di allora è concretizzata nel dipinto del 1561 rappresentante la Sacra Famiglia, che porta la firma Saturnus Romanus.
Nel 1778 monsignor de Beausset fece dono dell'altare maggiore in marmo.

## Descrizione della concattedrale

### Interno

#### Le navate
La concattedrale è costituita da due navate contigue:
- la navata di Notre-Dame, in parte antica chiesa paleocristiana romana, con tre volte a crociera d'ogiva
- la navata di Santo Stefano dell'XI e XII secolo, con sei volte a sei volte a botte ed era originariamente riservata al vescovo.

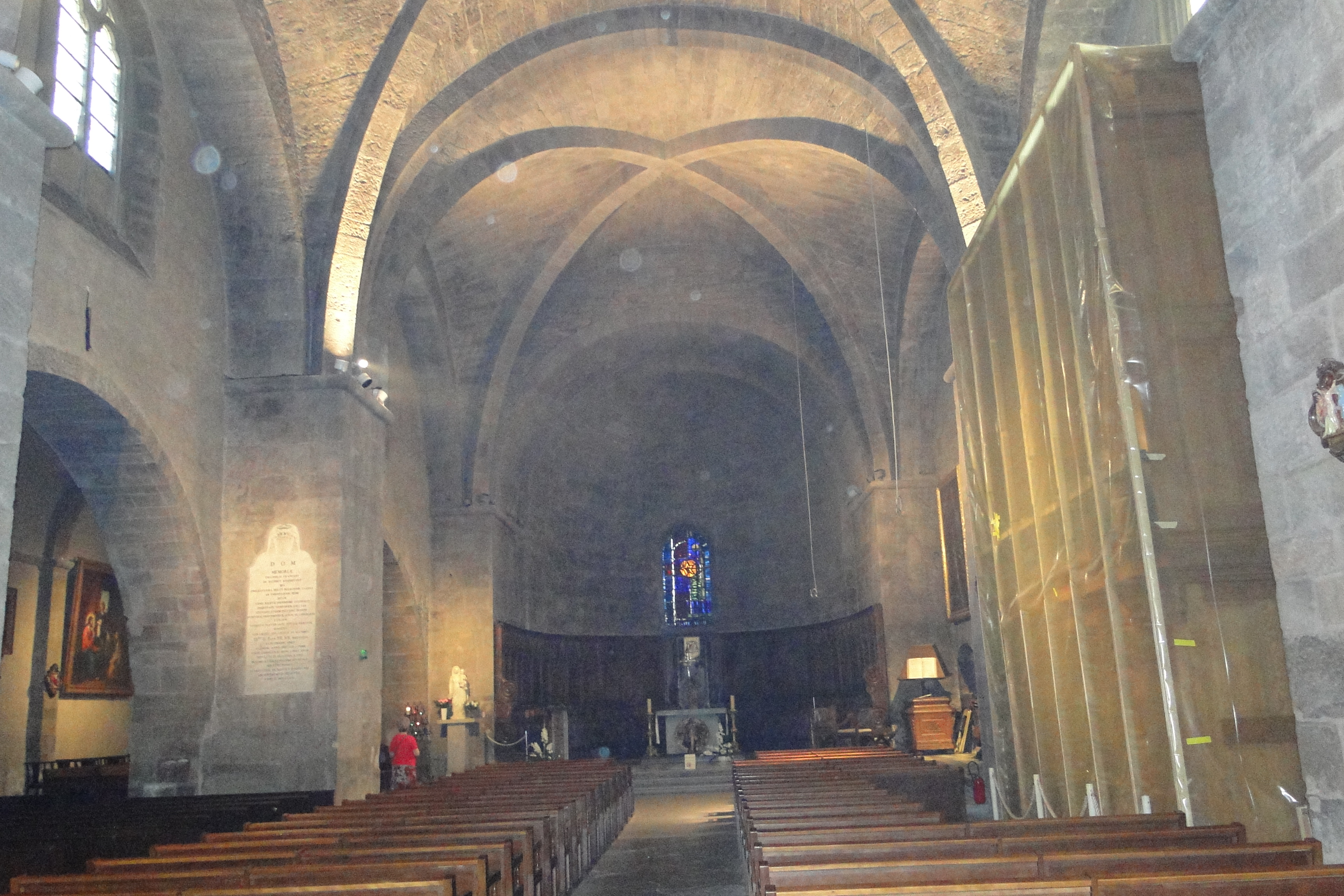
Concattedrale di Frejus – Navata centrale
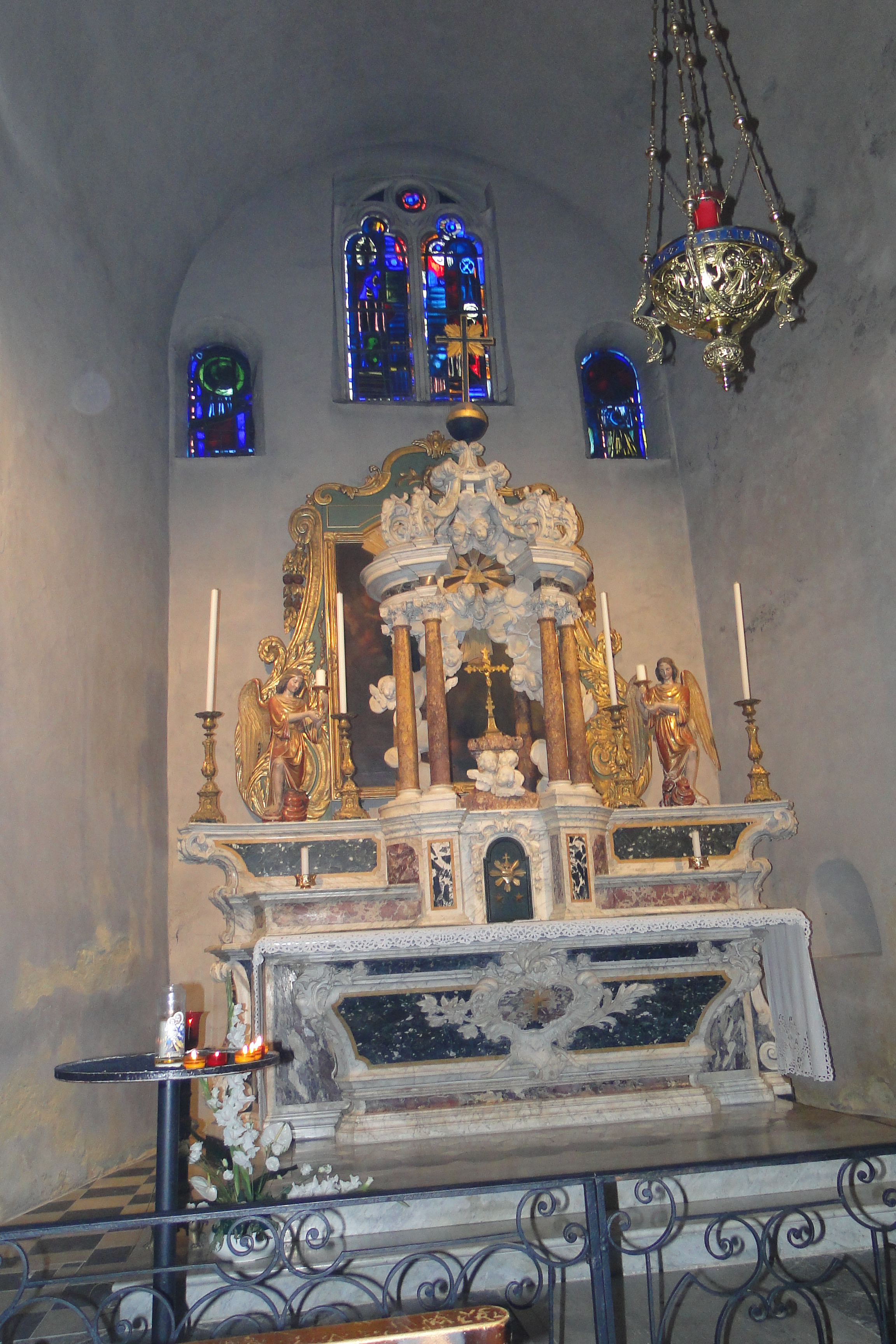
Concattedrale di Fréjus - L'altar maggiore
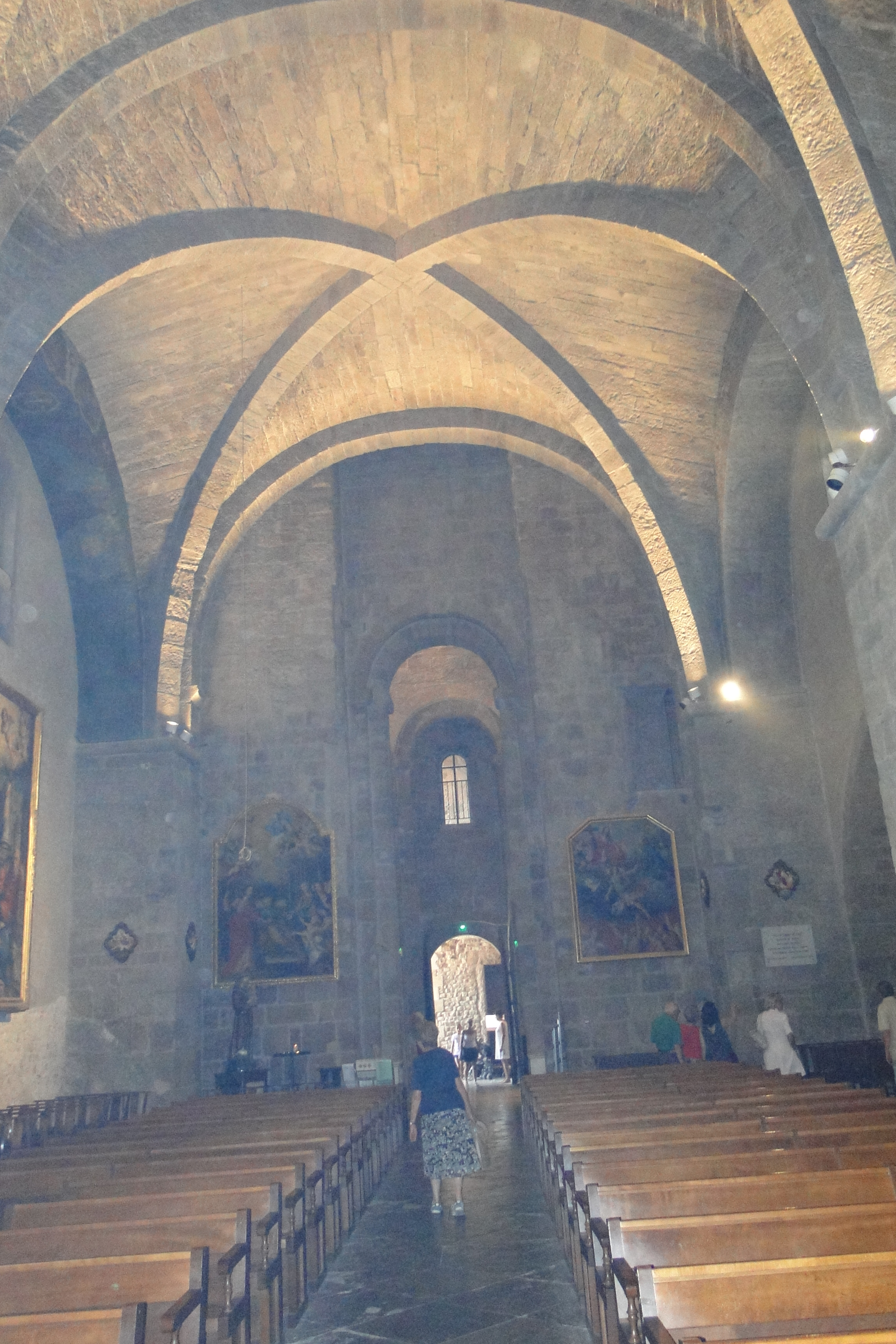
Concattedrale di Frejus - Navata St. Etienne
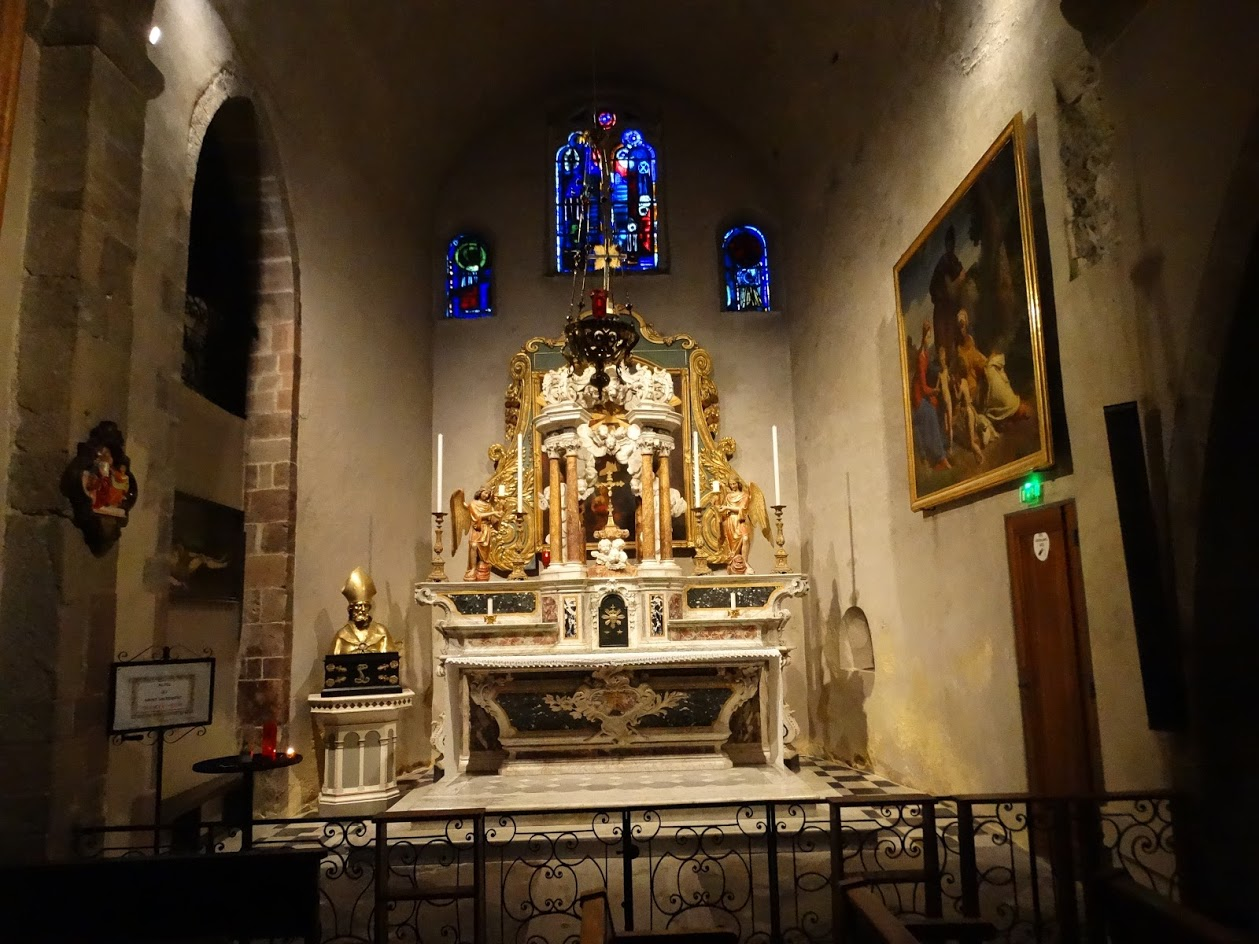
Cathedral Saint Leonce - Altar

#### L'abside

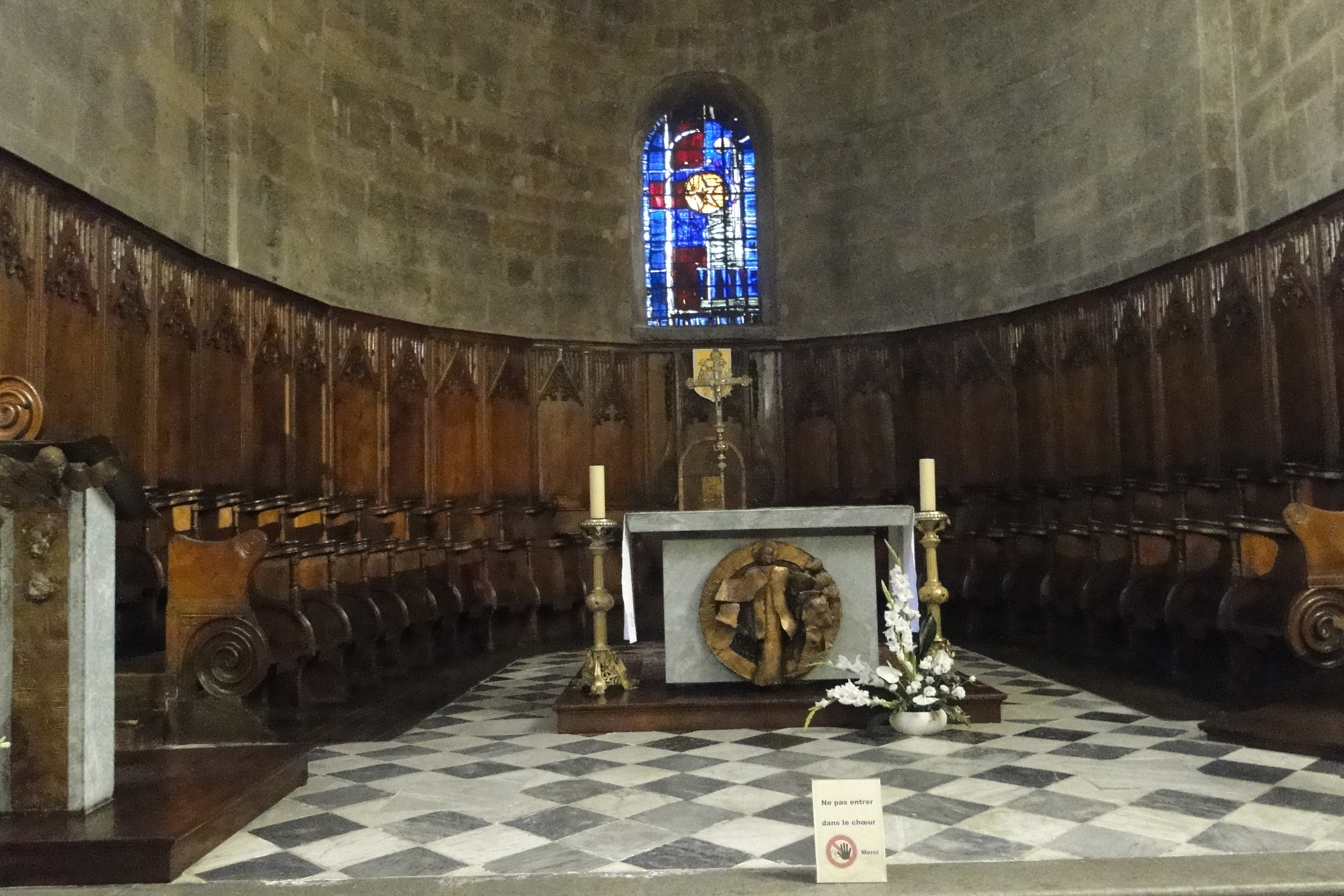
Concattedrale di Fréjus – Il coro

Ha forma semi-circolare con volta a semi-cupola (cul-de-four, letteralmente "fondo di forno"). Contiene le tombe dei vescovi Guillaume de Rouffilhac (1361-1364) e Louis de Bouillac (1385-1405) e il coro ligneo.

#### L'ingresso
L'architrave del 1530, opera del pittore nizzardo Jacques Durandi, è stato restaurato nel corso del XVI secolo. Le porte esterne sono sormontate da finestre a crociera, con notevoli battenti in legno scolpito.

#### I mobili
- crocifisso in legno (XVI secolo);

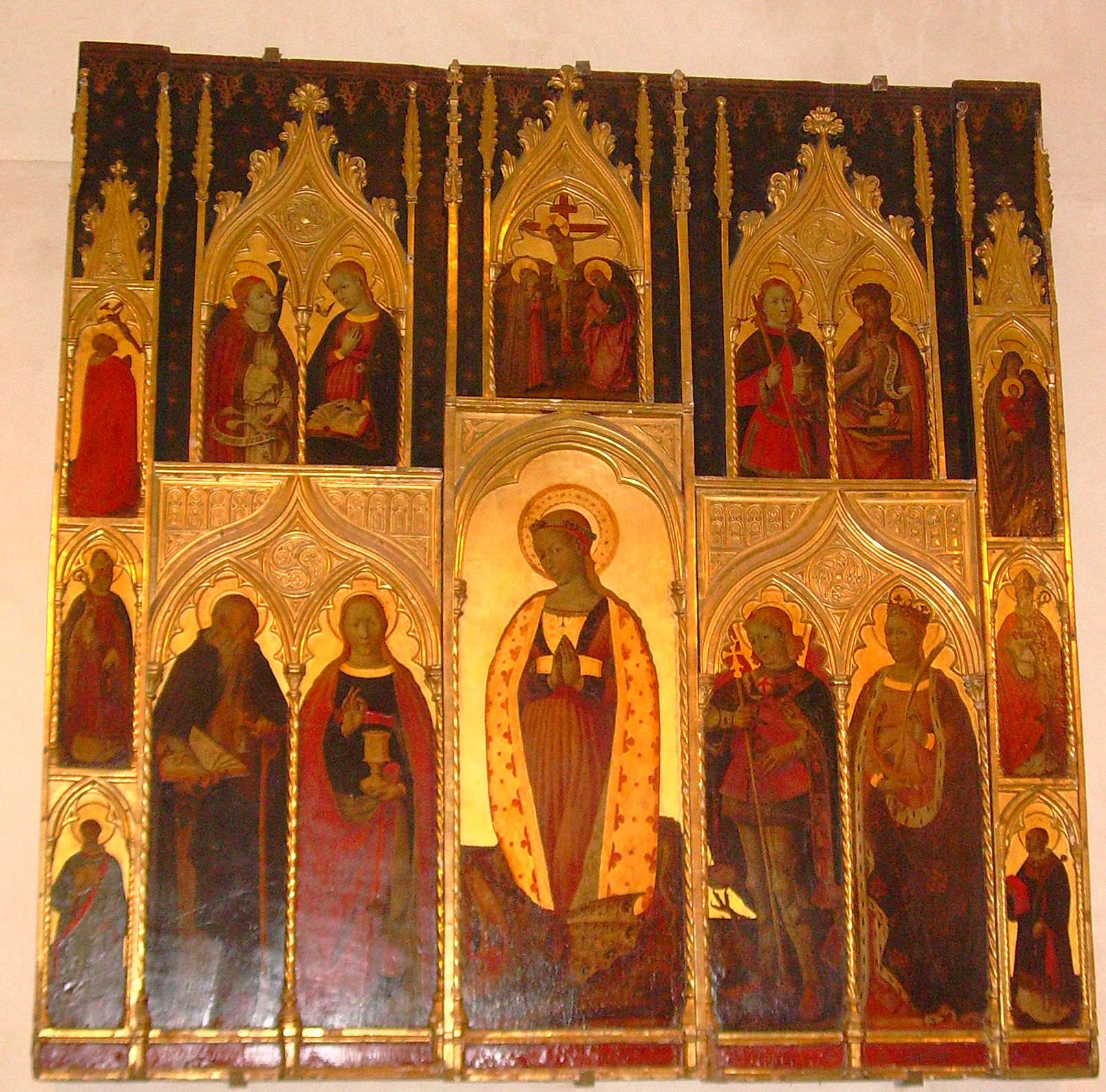
Retablo di Jacques Durandi

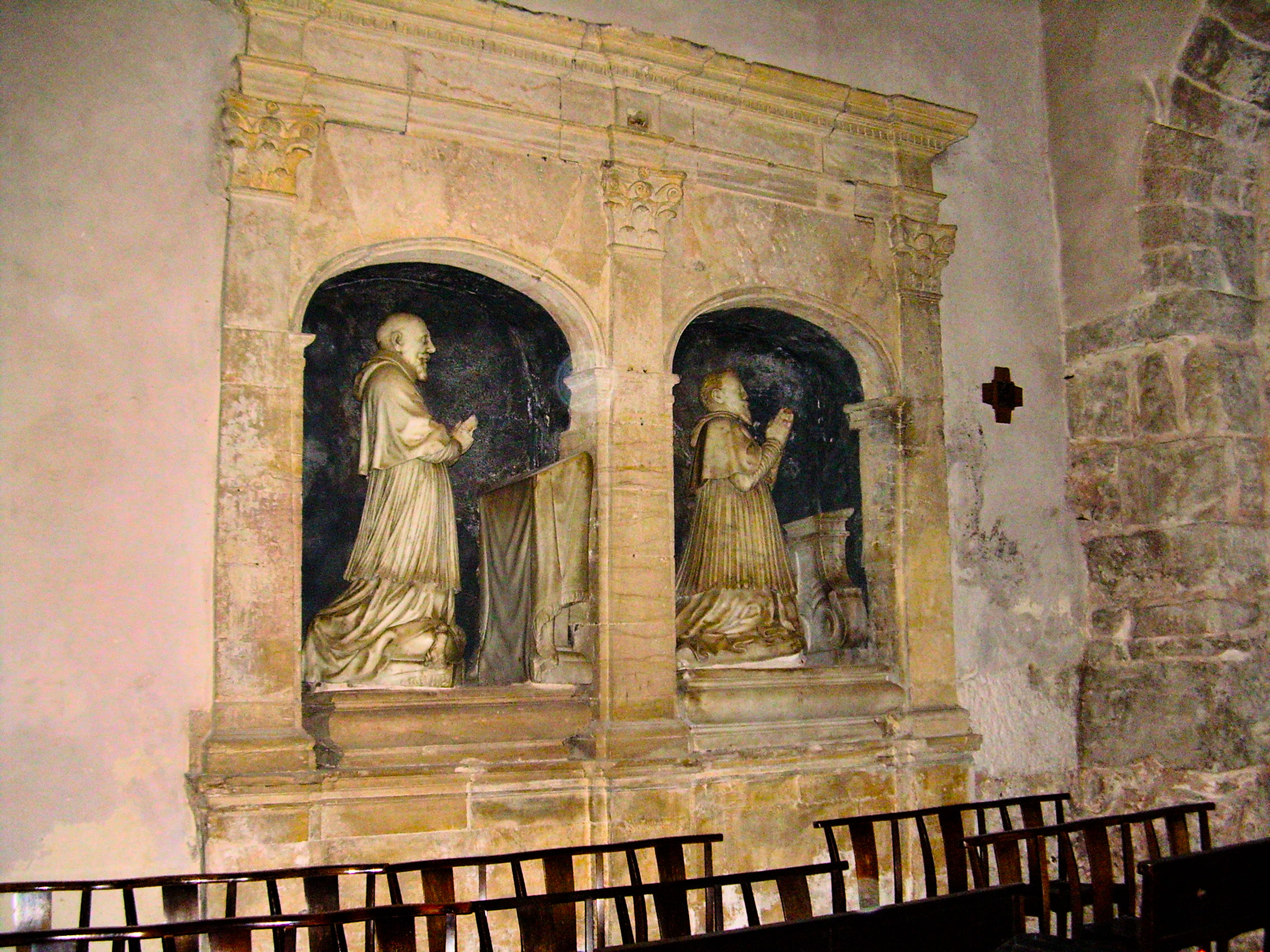
Statue

- retablo dedicato a Santa Margherita di Jacques Durandi in una cappella della navata di Santo Stefano;
- statue del XVII secolo nella navata laterale sinistra rappresentante i vescovi Bartolomeo (1599-1637) e Pietro (1637-1654), opera di uno scultore genovese;
- nel coro, begli stalli del XV secolo rimaneggiati nel XVIII (stile gotico ornato del XIV secolo) in legno scolpito con rose, gugliette e ghimberghe.

### Esterno

#### Il campanile
Nel XII secolo un primo campanile-portico si trovava all'ingresso nella prima campata della navata di Notre-Dame.
Il campanile attuale data dal XIII secolo. La torre campanaria è divisa in tre parti:
- La copertura, di forma conica, è decorata di giallo e verde per dare l'illusione dell'oro;
- Essa poggia su una costruzione ottagonale del XVI secolo;
- Il tutto poggia su una base quadrata più antica al di sopra del nartece dal lato del deambulatorio sud.

#### Ingresso
Il portale d'ingresso ha dei bei battenti, ciascuno con otto pannelli scolpiti in legno e illustranti scene della vita della Vergine, immagini dei santi Pietro e Paolo e ritratti di persone di allora, eseguiti dietro pagamento dei medesimi, i cui nomi però sono a tuttora ignoti.

## Il chiostro

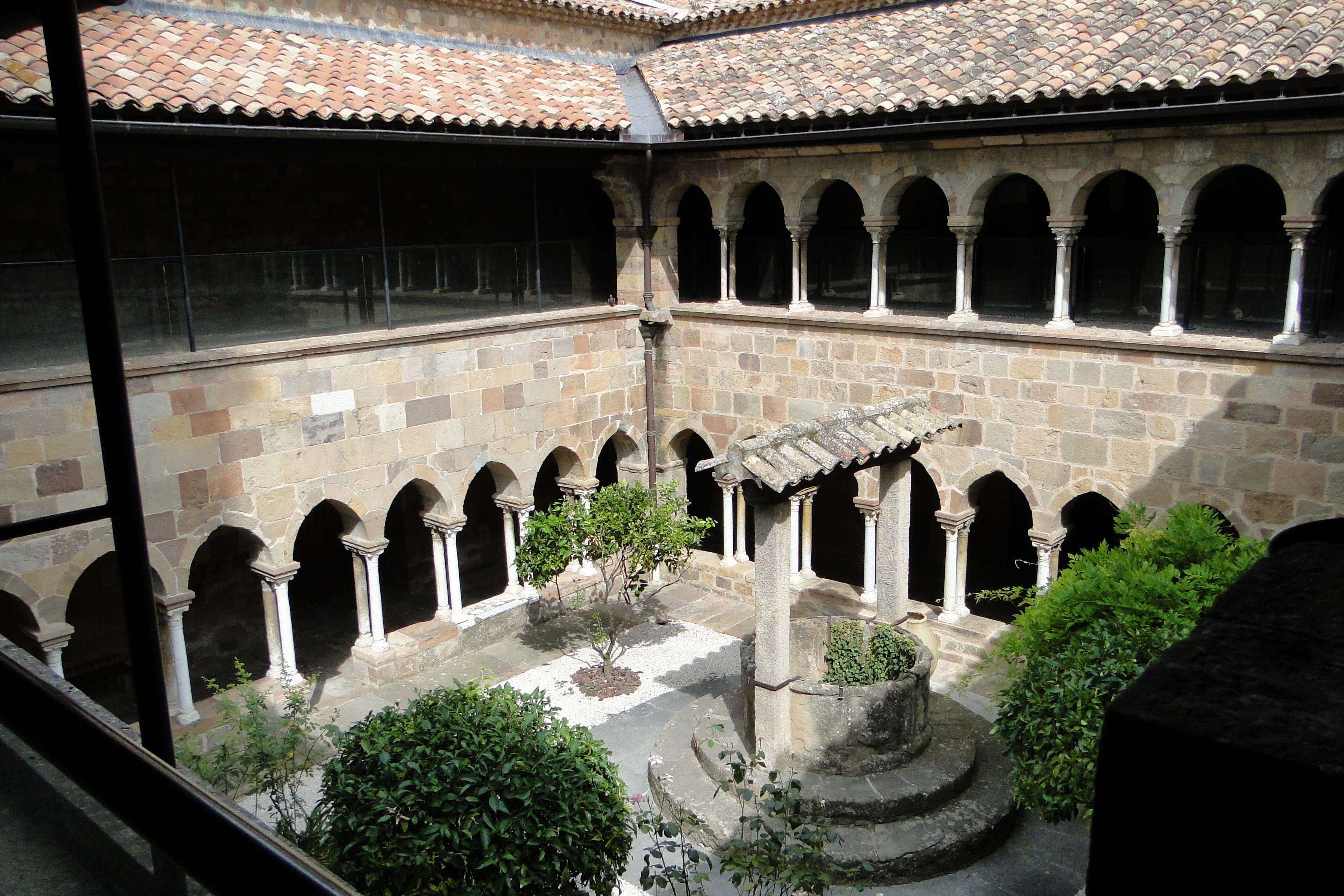
Concattedrale di Frejus – Il chiostro

Il chiostro romanico è a due piani e data dal XII secolo. Esso è classificato dal 1875 come monumento storico di Francia.
L'accesso al chiostro avviene dal lato nord-est della concattedrale. Una volta i religiosi potevano accedervi più facilmente uscendo dalla navata e salendo delle scale sulla destra. La sala che si trova a destra del chiostro è riservata al museo archeologico municipale.
Il vecchio pozzo al centro è stato restaurato negli anni 1922-1931, così come la doppia scala che porta al primo piano.
La copertura delle gallerie è in legno e risale al XIV secolo, fatta con belle arcate ricadenti su colonnette binate. Esse sono dipinte e decorate da pannelli con figure di personaggi, di animali reali o fantastici. Nel 1969 alcuni di questi pannelli sono stati restaurati.
Il piano superiore del chiostro, del quale rimane una galleria, è accessibile con una scala a doppia rampa. I dipinti risalgono al XIV e XV secolo. Le piccole colonne corinzie datano dal XIII secolo.
La porta d'una sala a volta è chiusa da una griglia del XV secolo.
Ai nostri giorni esposizioni temporanee utilizzano le sale situate a nord-est, restaurate nel 1967

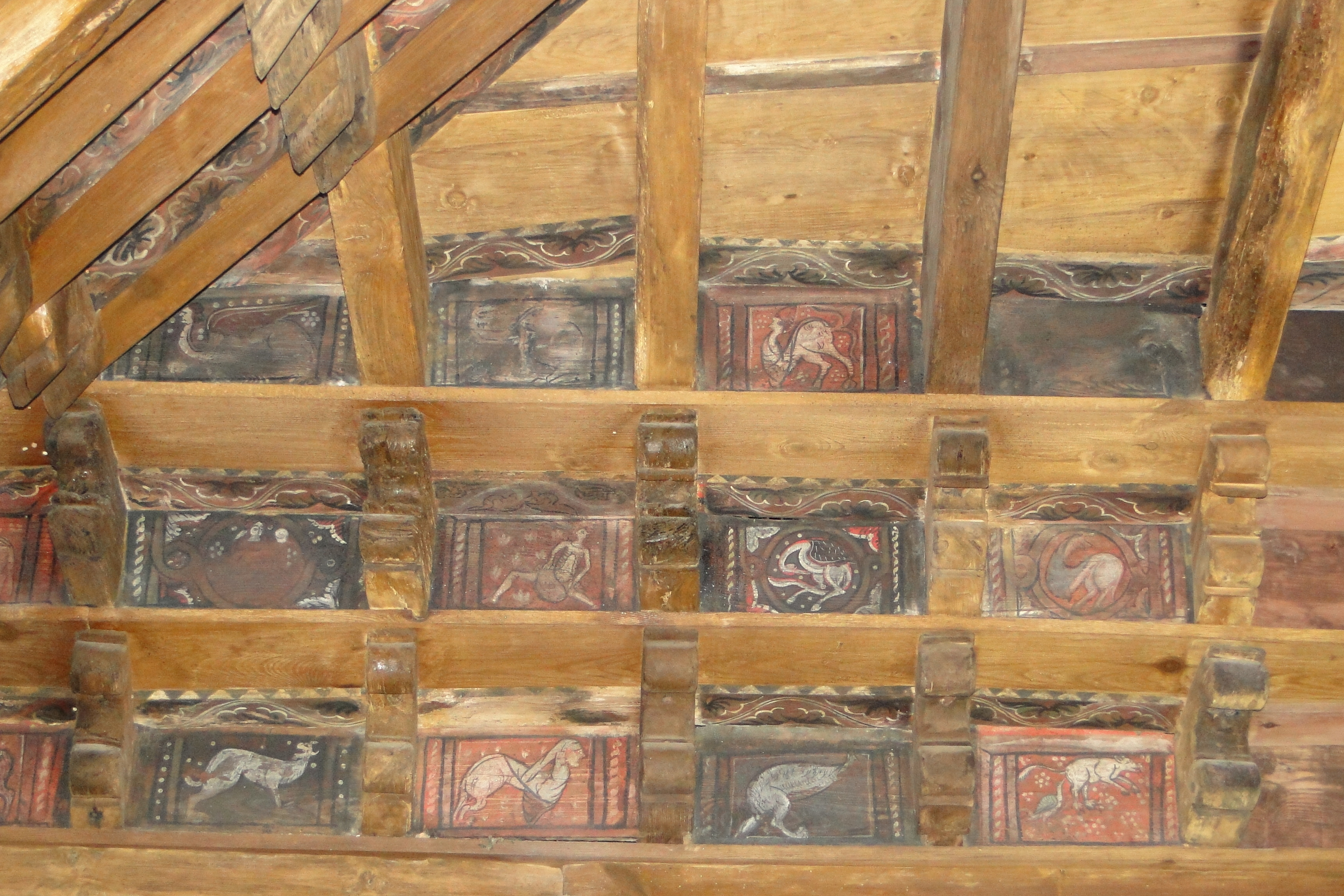
Pannelli dipinti sotto la copertura del chiostro
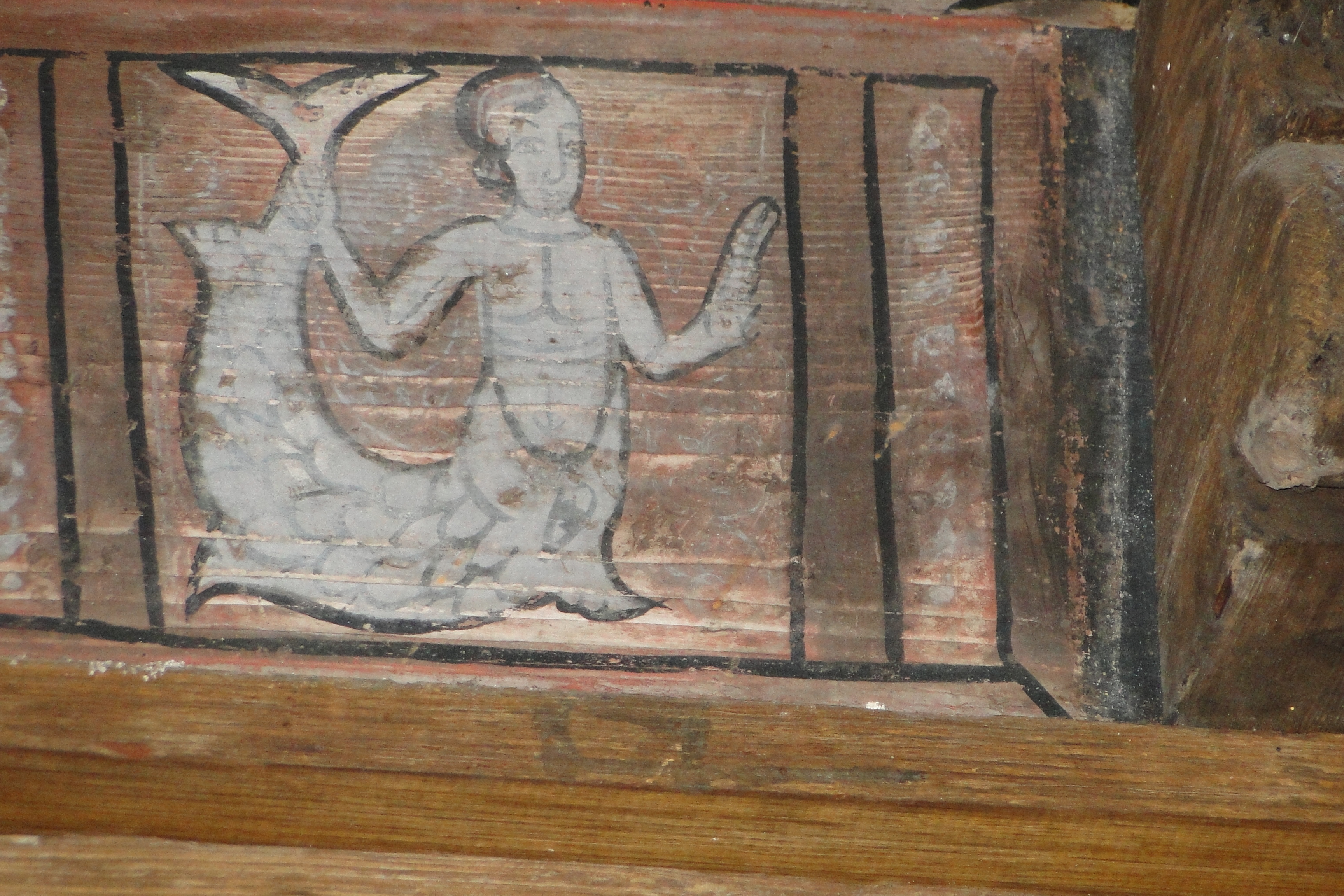
Dipinto di sirena in un pannello sotto la copertura del chiostro
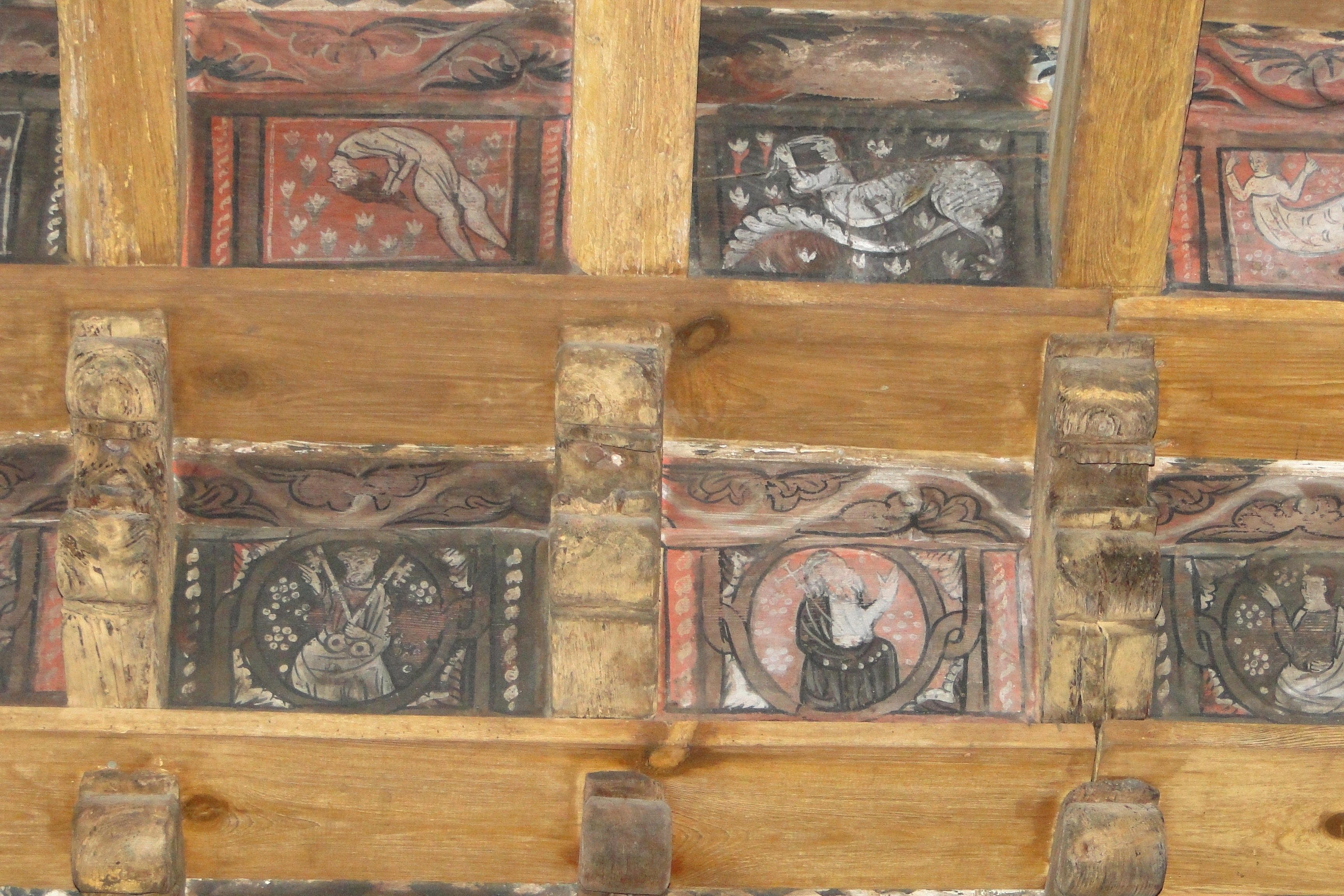
Pannelli dipinti sotto la copertura del chiostro

## Battistero

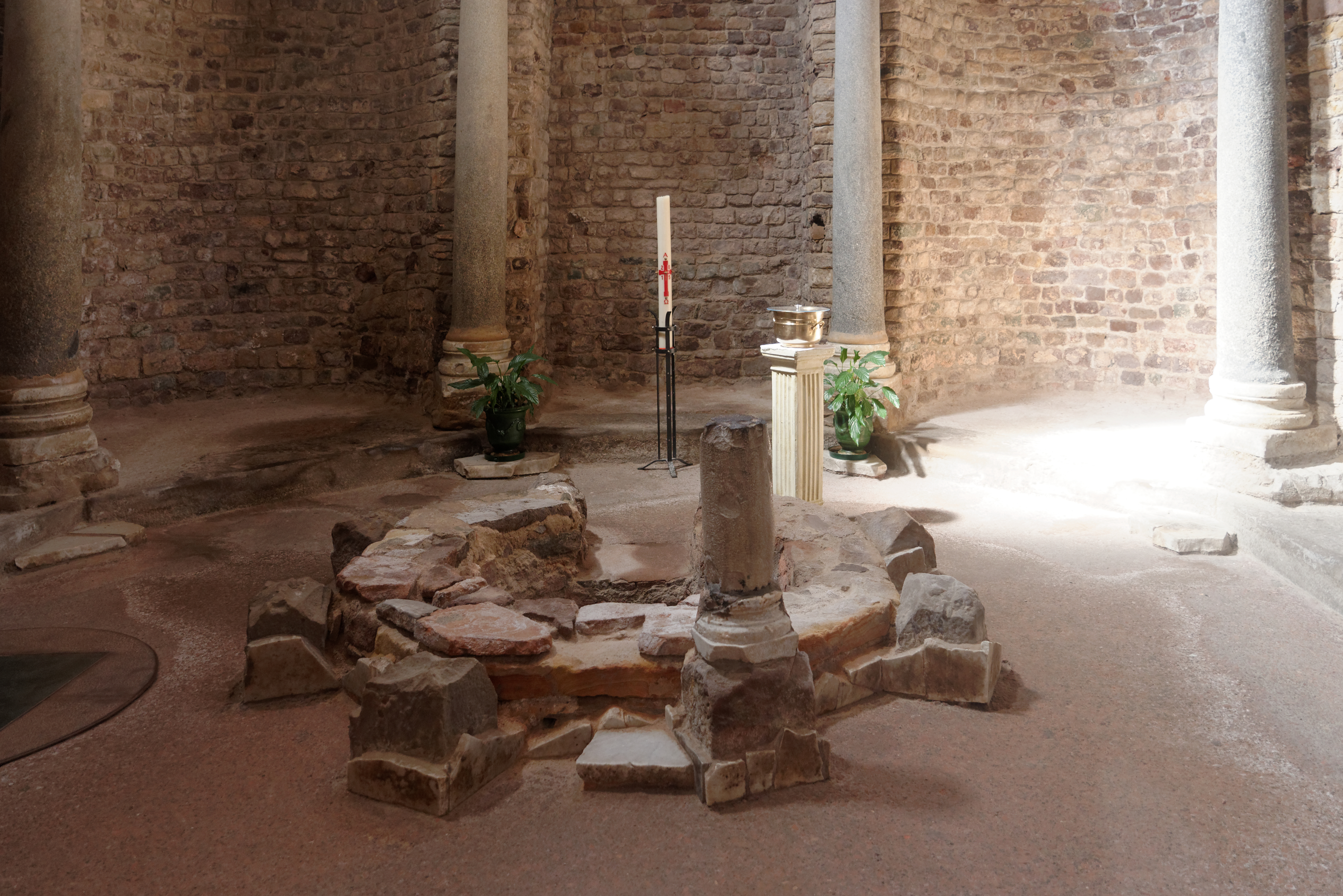
Il battistero

A sud-ovest della concattedrale si trova un battistero paleocristiano, il più antico di Francia dopo quello di San Giovanni, a Poitiers, poiché data dal V secolo ed è molto ben conservato. Di forma ottagonale,
- reimpiega agli angoli otto colonne corinzie antiche, provenienti senza dubbio da un edificio romano
- la sala è ottagonale come la cavea o piscina per il battesimo a immersione, come si usava a quei tempi
- nei muri sono ricavate absidiole contenenti sarcofagi e statue coricate.
- la cupola poggia su pilastri.

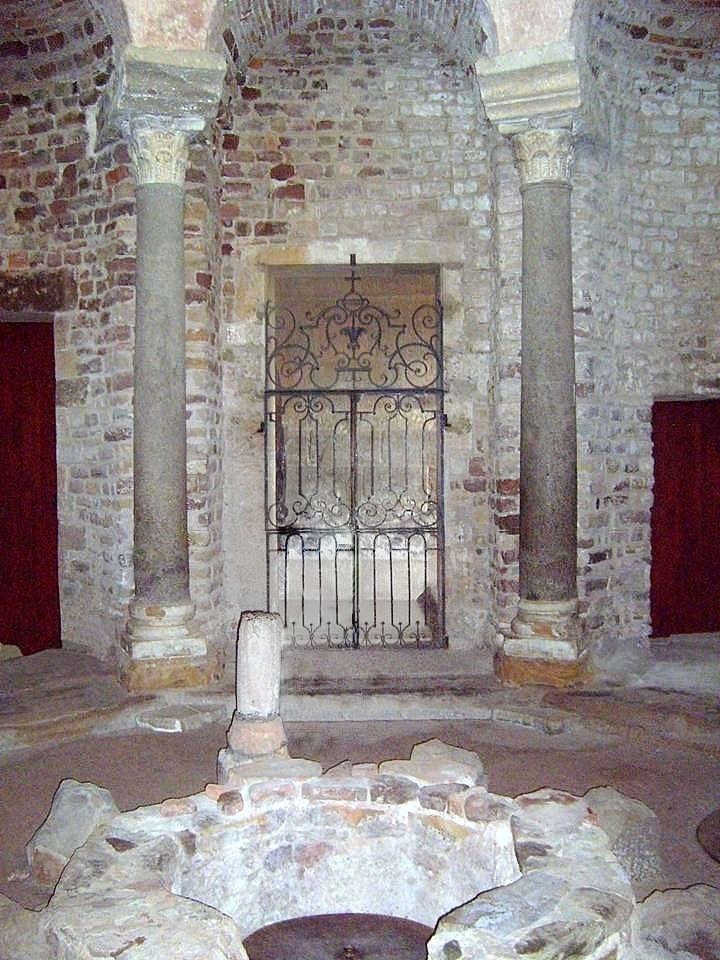
Battistero
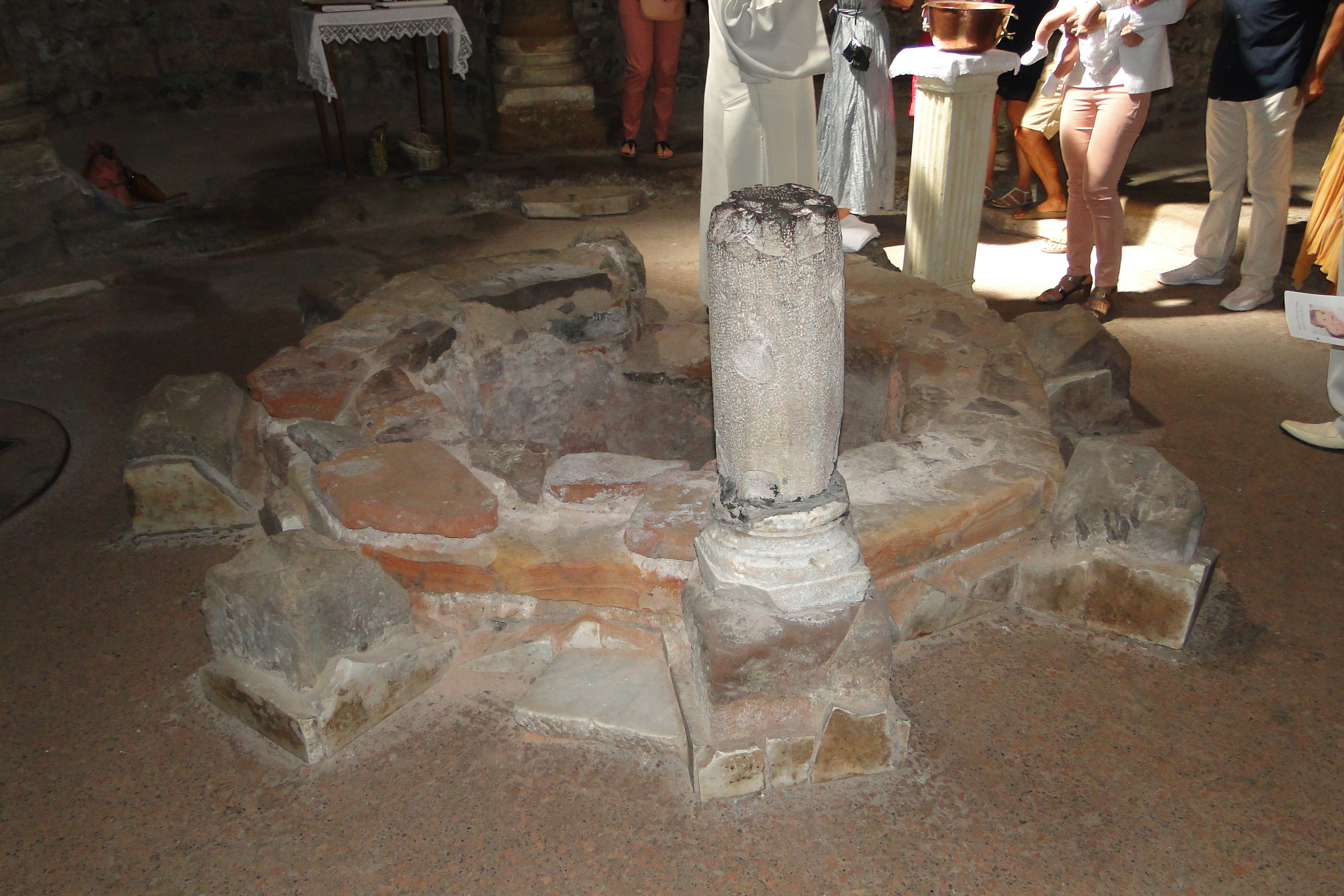
Battistero di Fréjus – La piscina
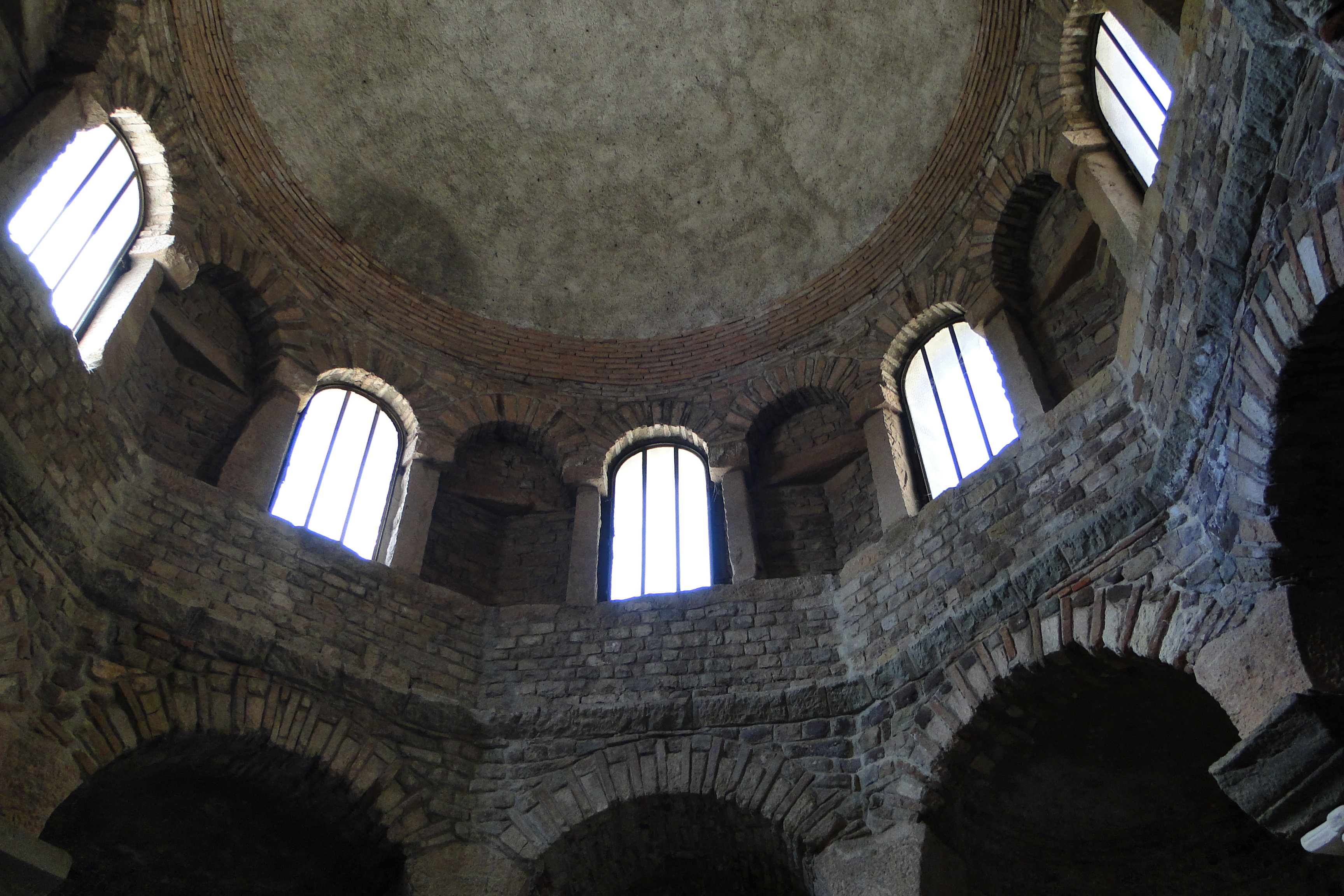
Battistero – La cupola